# Sándor Alexandra Valéria
Sándor Alexandra Valéria (Nyíregyháza, 1989. március 20. –) kétszer megkapta a  Pulitzer Szülővárosának díját, Szegő-díjas újságíró, Csákó Mihály-díjas demonstrátor, kommunikáció- és médiaszakértő, műfordító, szerkesztő, egyetemi oktató és coach.

## Tanulmányai
2003-2007 között a nyíregyházi Széchenyi István Közgazdasági Szakközépiskolába járt, majd 2010-ben a Nyíregyházi Egyetem kommunikáció és médiatudomány alapszakán végzett, online és nyomtatott újságírás szakirányokon. 2012-ben diplomázott a Debreceni Egyetem Bölcsészettudományi Karán, kommunikáció- és médiatudomány mesterszakon kiváló minősítéssel. 2014-ben társadalomtudományi és gazdasági szakfordító és tolmács másoddiplomát szerzett. 2019-ben egészségügyi menedzsment specialista másoddiplomát szerzett. 2021-ben coach másoddiplomát szerzett. 2024-ben doktori fokozatot szerzett az Eötvös Loránd Tudományegyetem Szociológia Doktori Iskolájának Interdiszciplináris Társadalomkutatások Doktori Programján. Kutatási témája a közösségi média és a mentális egészség összefüggései.

## Munkái
2007 nyarától 2011 elejéig a Szabolcs Online-nál dolgozott segédszerkesztőként. Majd 2012 áprilisáig a  KamaszPanasz szerkesztője volt, amely ez idő alatt nyerte el Az év honlapja címet egészségügyi kategóriában. 2011 novembere óta egyéni vállalkozó különböző médiamegbízásokkal, 2013 nyara óta pedig műfordító is.
Eddigi több mint 60 megjelent műfordítása között szerepel Sara G. Forden könyve a Gucci-ház történetéről.
2014 augusztusától 2015 áprilisáig a Bien.hu főszerkesztője. 2015 áprilisától a Medipress főszerkesztője. 2015 júliusától egy évig a Joy magazin szerkesztője. 2015 októberében Dr. Szegő Tamás-díjat kapott a dr. Pataki Gergellyel készült mélyinterjújáért. A Cselekvés a Kiszolgáltatottakért Alapítvány kommunikációs vezetője volt a fejüknél összenőtt bangladesi sziámi ikrek szétválasztó műtétsorozatának idején. A Magyar Orvosi Kamara „A Közösségért” díjjal tüntette ki „példamutató közéleti tevékenységért, az egészségügy jobbításáért kifejtett erőfeszítés elismeréséül”.
A KommunikáciJó nevű kommunikációs tanácsadó oldal tulajdonosa, egyéni kommunikációs tréningeket tart. Az Alexandra coaching tulajdonosaként karrier, vezetői és life coaching tevékenységet folytat.
Az Eötvös Loránd Tudományegyetem oktatója, retorikát és kommunikációs technikákat és idegennyelvű kommunikációt tanít, illetve tanulmányíró szemináriumot tart. Munkájáért Csákó Mihály-díjjal tüntette ki az ELTE Társadalomtudományi Kara 2022-ben, amikor az év demonstrátora lett.
Az ELTE Társadalomtudományi Karának munkatársaként önálló magyar nyelvű és nemzetközi publikációi jelentek meg a közösségi médiahasználat és a mentális egészség összefüggéseiről, valamint a szociológia szakos hallgatók motivációiról és karrierkilátásairól.
Számos újságcikkben és műsorban szólaltatták meg médiaszakértőként, szociológusként, életvezetési tanácsadóként.

### Műfordításai[17]
- Palacio, R. J.: Csodácska (Wonder) (Könyvmolyképző Kiadó, 2014)
- Hoover, Colleen: Hopeless – Reménytelen (Hopeless) (Könyvmolyképző Kiadó, 2014)
- Fisher, Tarryn: The Opportunist – Kihasznált alkalom (Könyvmolyképző Kiadó, 2014)
- Cahalan, Susan: Lángoló – Egy hónapig őrült voltam (Könyvmolyképző Kiadó, 2014)
- Roberts, C. J.: Captive in the Dark – Fogoly a sötétben (Könyvmolyképző Kiadó, 2014)
- Weatherford, Lacey: Crush – Bizsergés (Könyvmolyképző Kiadó, 2014)
- Williams, Nicole: Crash – Zuhanás (Könyvmolyképző Kiadó, 2014)
- Hoover, Colleen: Losing Hope – Reményvesztett (Könyvmolyképző Kiadó, 2015)
- Roberts, C. J..: Seduced in the Dark – Megigézve a sötétben (Könyvmolyképző Kiadó, 2015)
- Hoover, Colleen: Finding Cinderella – Helló, Hamupipőke! (Könyvmolyképző Kiadó, 2015)
- Roberts, C. J.: Epilogue – Epilógus (Könyvmolyképző Kiadó, 2015)
- Fisher, Tarryn: Dirty Red – Zűrös vörös (Könyvmolyképző Kiadó, 2015)
- Palacio, R. J.: Az igazi csoda (Könyvmolyképző Kiadó, 2016)
- Sheridan, Mia: Stinger – A Skorpió fullánkja (Könyvmolyképző Kiadó, 2016)
- Sheridan, Mia: Archer’s Voice – Archer hangja (Könyvmolyképző Kiadó, 2016)
- Darhower, J. M.: Sempre (Könyvmolyképző Kiadó, 2016)
- Lloyd, Natalie: Egy csipetnyi varázslat (Manó Könyvek Kiadó, 2017)
- West, Kasie: Szívességből szerelem (Manó Könyvek Kiadó, 2017)
- Connelly, Michael: Sötét visszhang (Könyvmolyképző Kiadó, 2017)
- Connelly, Michael: Fekete jég (Könyvmolyképző Kiadó, 2017)
- Seddon, Holly: Lélegzetvisszafojtva (Könyvmolyképző Kiadó, 2017)
- Williams, Nicole: Clash – Csattanás (Könyvmolyképző Kiadó, 2017)
- Flynn, Beth : Kilenc perc (Könyvmolyképző Kiadó, 2017)
- Watt, Erin: Paper Princess – Papír hercegnő (Könyvmolyképző Kiadó, 2017)
- Watt, Erin: Broken Prince – Megtört herceg (Könyvmolyképző Kiadó, 2017)
- Elkeles, Simone: Tönkretett vakáció (Könyvmolyképző Kiadó, 2017)
- Fisher, Tarryn: Thief – Tolvaj (Könyvmolyképző Kiadó, 2018)
- Sheridan, Mia: Calder útja (Könyvmolyképző Kiadó, 2018)
- Dukey, Ker – Webster, K.: Ellopott babácskák (Könyvmolyképző Kiadó, 2018)
- Elkeles, Simone: Tönkretett tinikor (Könyvmolyképző Kiadó, 2018)
- G., Whitney: Alapos kétely (Könyvmolyképző Kiadó, 2018)
- Elkeles, Simone: Kiűzetés a Paradicsomból (Könyvmolyképző Kiadó, 2018)
- Van Dyken, Rachel: A csábítás szabályai (Könyvmolyképző Kiadó, 2018)
- Elkeles, Simone: Visszatérés a Paradicsomba (Könyvmolyképző Kiadó, 2018)
- Watt, Erin: Cifra Palota Sheridan, Mia: Megtalálni Edent (Könyvmolyképző Kiadó, 2019)
- Connelly, Michael: Feslett szőke (Könyvmolyképző Kiadó, 2019)
- Elkeles, Simone: A pasim tönkretett hírneve (Könyvmolyképző Kiadó, 2019)
- Van Dyken, Rachel: A randiguru szárnysegéde (Könyvmolyképző Kiadó, 2019)
- Sheridan, Mia: Megtalálni Edent (Könyvmolyképző Kiadó, 2019)
- Brallier, Max: Az utolsó srácok a Földön és a Zombiparádé (Könyvmolyképző Kiadó, 2020.)
- Brallier, Max: Az utolsó srácok a Földön és a Rémálom Király (Könyvmolyképző Kiadó, 2020.)
- Brennan, Sarah Rees: Boszorkányszezon (Sabrina hátborzongató kalandjai 1.) (Könyvmolyképző Kiadó, 2020.)
- Pacat, C. S.: A rab herceg (Könyvmolyképző Kiadó, 2020.)
- Williams, Nicole: Crush – Kattanás (Zuhanás 3.) (Könyvmolyképző Kiadó, 2020.)
- Dukey, Ker – Webster, K.: Elveszett babácskák (Csinos játékbabák 2.) (Könyvmolyképző Kiadó, 2020.)
- Brennan, Sarah Rees: A káosz leánya (Sabrina hátborzongató kalandjai 2.) (Könyvmolyképző Kiadó, 2020.)
- Voinov, Aleksandr: Sötét lélek (Sötét lélek 1-2-3.) (Könyvmolyképző Kiadó, 2020.)
- Kubica, Mary: A harmadik (Könyvmolyképző Kiadó, 2020.)
- Keeland, Vi – Ward, Peneope: Lázadó örökös (Rush 1.) (Könyvmolyképző Kiadó, 2020.)
- Keeland, Vi – Ward, Peneope: Lázadó szív (Rush 2.) (Könyvmolyképző Kiadó, 2021.)
- Ward, Penelope: My Skylar – Drága Skylar (Könyvmolyképző Kiadó, 2021.)
- Savage, Thomas: A kutya karmai közt (Könyvmolyképző Kiadó, 2021.)
- Forden, Sara G.: A Gucci-ház – Egy szenzációs történet gyilkosságról, őrületről, csillogásról és kapzsiságról (Könyvmolyképző Kiadó, 2021.)
- Clare, Cassandra: Aranylánc (Az utolsó órák 1.) (Könyvmolyképző Kiadó, 2022.)
- Dukey, Ker - Webster, K.: Pretty New Doll – Csinos új babácska (Csinos játék babák 3.) (Könyvmolyképző Kiadó, 2022.)
- Dukey, Ker - Webster, K.: Pretty Broken Dolls – Tönkretett babácskák (Csinos játék babák 4.) (Könyvmolyképző Kiadó, 2022.)
- Brennan, Sarah Rees: Sabrina hátborzongató kalandjai 3. A Sötétség Útja (Könyvmolyképző Kiadó, 2022.)
- Palacio, R. J.: Fehér madár (Könyvmolyképző Kiadó, 2022.)
- Pacat, C.S.: Hercegi csel (A rab herceg 2.) (Könyvmolyképző Kiadó, 2022.)
- Hoover, Colleen: Minden tökéletesed (Könyvmolyképző Kiadó, 2022.)
- Hunter, Teagan: Can’t Text This – Nehogy megírd! ( Légy merész 3.) (Könyvmolyképző Kiadó, 2022.)
- G., Whitney: Utálattal – Ethan és Utálattal – Rachel (Sincerely Yours 2.) (Könyvmolyképző Kiadó, 2022.)
- Hoover, Colleen: All Your Perfects – Minden tökéletesed (Könyvmolyképző Kiadó, 2022.)
- Clare, Cassandra: Vaslánc (Az utolsó órák 2.) (Könyvmolyképző Kiadó, 2022.)
- Cole, Tillie: Raze – Letarol (Könyvmolyképző Kiadó, 2023.)
- Callihan, Kristen: Exposed – Kitárulkozva (VIP 4.) (Könyvmolyképző Kiadó, 2023.)
- Clare, Cassandra: Tövislánc (Az utolsó órák 3.) (Könyvmolyképző Kiadó, 2023.)
- Hoover, Colleen: Finding Perfect – Megvan a tökéletes (Reménytelen 2,6) (Könyvmolyképző Kiadó, 2023.)
- Kennedy, Elle; Bowen, Sarina: Stay – Marad! (PNC 2. rész) (Könyvmolyképző Kiadó, 2023.)
- Carlton, H. D.: Does It Hurt? – Fáj? (Rainy Days, 2024.)
- Palacio, R. J.: Fehér madár – regény változat (Könyvmolyképző Kiadó, 2024.)
- Clare, Cassandra: Sword Catcher – Kardfogó (Könyvmolyképző Kiadó, 2024.)

## Díjai[18]
- DUE: Az év diákújságírója, 2010. (felsőoktatási kategória)
- Köztársasági ösztöndíj, 2009/2010. tanév
- Nyíregyházi Főiskola: Aranytoll díj, 2010.
- Pulitzer szülővárosának különdíja, 2011.
- Pulitzer szülővárosának díja, 2012.
- Dr. Szegő Tamás-díj, 2015.
- A Magyar Orvosi Kamara „A Közösségért” díja, 2020-2021.
- Csákó Mihály-díj, 2021/22.